# Завадский, Александр
Алекса́ндр Зава́дский (пол. Aleksander Zawadzki), известный под псевдонимами Казик (пол. Kazik) и Вацек (пол. Wacek; 16 декабря 1899, Бендзин — 7 августа 1964, Варшава) — польский государственный деятель, Председатель Государственного совета Польской Народной Республики в 1952—1964 годах. Генерал дивизии Войска Польского, один из важнейших деятелей Коммунистической партии Польши, Польской рабочей партии и Польской объединённой рабочей партии.

## Биография
Родился в городе Бендзин (на тот момент Царство Польское Российской империи, ныне Польша). С 1915 года — рабочий по найму в сельском хозяйстве, затем в металлургии и шахтах. В 1922 году стал членом Коммунистического союза молодёжи Польши (КСМП), с 1923 года — член Коммунистической партии Польши. За свою революционную деятельность был неоднократно арестован и провёл в тюрьме свыше 11 лет. В 1939 году находился в тюрьме города Брест.
С 1939 года — в СССР, работал в городе Пинск, затем после 1941 года в городе Аксай , с 1942 года строит оборонительные сооружения у Сталинграда, в 1943 году шахтер в Новосибирской области, с сентября 1943 года участвует в организации Союза польских патриотов и Войска Польского. В 1944—1945 годах — начальник штаба партизан в Польше и заместитель командующего Войска Польского по политической части. Замполит 1-й Варшавской пехотной дивизии Армии Людовой. Имел звание бригадного генерала.
После окончания Второй мировой войны в 1945—1948 годах был уполномоченным правительства в Силезии, затем — воеводой Силезско-Домбровского воеводства. С декабря 1948 года становится членом ЦК и Политбюро ЦК Польской объединённой рабочей партии (ПОРП). В 1949—1952 — заместитель председателя Совета Министров.
20 ноября 1952 года стал Председателем Государственного совета Польской народной Республики и сохранил за собой этот пост до своей смерти 7 августа 1964 года. Умер в Варшаве. Похоронен на кладбище Воинское Повонзки.